# Eusirella flagella
Eusirella flagella is een vlokreeftensoort uit de familie van de Eusiridae. De wetenschappelijke naam van de soort is voor het eerst geldig gepubliceerd in 1982 door Andres.